# Niqmaddu III.
Niqmaddu III. war ein König von Ugarit, der um 1225–1215 v. Chr. regierte.
Er war der Sohn von Ibiranu (VI.) und siegelte weiterhin mit dem dynastischen Siegel des Jaqarum, das in einem Text als Siegel des Niqmaddu, Sohn des Ibiranu ausgewiesen wird. Wie schon sein Vater vernachlässigte auch Niqmaddu seine Pflicht, den hethitischen Hof zu besuchen und Geschenke zu senden, weshalb er in einem Brief (RS 17.434+) von der hethitischen Großkönigin Puduḫepa gerügt wurde. Niqmaddu war wahrscheinlich mit Eḫli-Nikkal, die in dem Fall eine Tochter des hethitischen Großkönigs Tudḫalija IV. war, verheiratet. Itamar Singer vermutet, dass sie Niqmaddu zur Frau gegeben wurde, um ihn zuverlässiger und gefügiger zu machen, da Eḫli-Nikkal ihn nun im Auge behalten würde. Sollte Singer recht haben, schlug dieser Schachzug Tudḫalijas und seiner Mutter Puduḫepa fehl, denn auch weiterhin bereitete der ugaritische Vasall Äger. So ist der Großkönig fassungslos, als er erfährt, wie schlecht Niqmaddu den hethitischen Höfling Zuzzulli behandelt haben soll. Dieser sei von Niqmaddu (zunächst) nicht einmal ins Land gelassen worden. In einem Brief (RS 94.2352) droht er dem Vasallen eine hohe Strafe an, sollte der Bericht des Zuzulli die Geschehnisse bestätigen. Ferner geht aus mehreren Briefen hervor, dass Niqmaddu Aufforderungen, sich an „Arbeiten“ in Alalaḫ zu beteiligen nicht (ausreichend) nachkam: Er schickte nicht die angeforderten Leute bzw. „Truppen“ und Streitwagen nach Alalaḫ und wenn, blieben sie nur ein paar Tage. Um welche „Arbeiten“ es sich handelte, ist unklar.
Obwohl Niqmaddu seinen Pflichten oft nicht nachzukommen schien, sich als selbstbewusster Vasall zeigte, der nicht alle Befehle befolgte, ist nur eine Bestrafung Niqmaddus bezeugt: Gesandte wurden inhaftiert, aufgrund einer Angelegenheit um Geschenke des Vasallen. Delvecchi meint, dass man sich am hethitischen Hof allmählich damit abgefand, dass Niqmaddu nicht immer Anweisungen Genüge leistete. Wichtiger war es, einen prinzipiell loyalen Vasall zu haben, vor allem auch gegenüber dem regierenden Zweig der Königsfamilie, weshalb man auch nicht energisch gegen ihn vorging, ihn etwa gewaltsam absetzte. So ist demnach auch zu erklären, dass ihn später Šuppiluliuma II. gegenüber dessen Nachfolger Ammurapi (III.) als vorbildlichen Vasallen bezeichnete. Einerseits geschah dies womöglich, um den zumindest zu Beginn ebenfalls nicht immer gehorsamen Ammurapi zu ermahnen, andererseits könnte es darauf hinweisen, dass Niqdammu gegenüber der Königsfamilie prinzipiell loyal war. Nach dem gelungenen Staatsstreich von Hattušili III. gegen seinen Neffen Muršili III. war die Gefahr eines Putsches durch Muršili und  – später – dessen Nachkommen (insbesondere Kurunta) in den Zeiten Tudḫalijas IV und womöglich noch Šuppiluliumas II. immer latent vorhanden, weshalb Loyalität der (u. a. ugaritischen) Vasallen höchste Priorotät besaß, man daher über mangelnde Pflichterfüllung hinwegsah.
Ein Brief des Kušmešuša, des Königs von Alašija, dokumentiert die Lieferung von 33 Barren (~950 Kilogramm) Kupfer an Niqmaddu.
Der Nachfolger von Niqmaddu III. war Ammurapi (III.)